# 日本国憲法第84条
日本国憲法 第84条（にほんこく（にっぽんこく）けんぽう だい84じょう）は、日本国憲法の第7章にある条文であり、課税の要件について規定している。

## 条文
日本国憲法、e-Gov法令検索。

第八十四条あらたに租税を課し、又は現行の租税を変更するには、法律又は法律の定める条件によることを必要とする。

## 沿革

### 大日本帝国憲法
東京法律研究会 p.12-13

第六十二條
新ニ租税ヲ課シ及税率ヲ變更スルハ法律ヲ以テ之ヲ定ムヘシ
但シ報償ニ屬スル行政上ノ手數料及其ノ他ノ收納金ハ前項ノ限ニ在ラス
國債ヲ起シ及豫算ニ定メタルモノヲ除ク外國庫ノ負擔トナルヘキ契約ヲ爲スハ帝國議會ノ協贊ヲ經ヘシ
第六十三條
現行ノ租税ハ更ニ法律ヲ以テ之ヲ改メサル限ハ舊ニ依リ之ヲ徴收ス

### 憲法改正要綱
なし

### GHQ草案
「GHQ草案」、国立国会図書館「日本国憲法の誕生」。

#### 日本語
第七十七条
国会ノ行為ニ依リ又ハ国会ノ定ムル条件ニ依ルニアラサレハ新タニ租税ヲ課シ又ハ現行ノ租税ヲ変更スルコトヲ得ス
此ノ憲法発布ノ時ニ於テ効力ヲ有スル一切ノ租税ハ現行ノ規則カ国会ニ依リ変更セラルルマテ引キ続キ現行ノ規則ニ従ヒ徴集セラルヘシ

#### 英語
Article LXXVII.
No new taxes shall be imposed or existing ones modified except by action of the Diet or under such conditions as the Diet may prescribe.
All taxes in effect at the time this Constitution is promulgated shall continue to be collected under existing regulations until changed or modified by the Diet.

### 憲法改正草案要綱
「憲法改正草案要綱」、国立国会図書館「日本国憲法の誕生」。

第八十
新ニ租税ヲ課シ又ハ現行ノ租税ヲ変更スルハ国会ノ協賛又ハ国会ノ定ムル条件ニ依ルニ非ザレバ之ヲ為スルコトヲ得ザルコト
此ノ憲法施行ノ際現ニ行ハルル租税ハ国会ガ之ヲ変更スルニ至ル迄ハ現行ノ法令ニ従ヒ之ヲ徴収スルコト

### 憲法改正草案
「憲法改正草案」、国立国会図書館「日本国憲法の誕生」。

第八十条あらたに租税を課し、又は現行の租税を変更するには、法律又は法律の定める条件によることを必要とする。

## 解説
本条は、租税法律主義を規定している。
国家の国民に対する権力行使の典型として、租税の徴収があげられる。租税の徴収は、国民の財産権に対する制約になるので、歴史的にも国家権力と国民の間で摩擦が生じることが多かった（典型的には国王対貴族）。世界最初の憲法と言われるマグナ・カルタを例にあげるまでもなく、課税の手続きとして議会の承認を前提とする制度が設けられることが民主主義国家の基本であり、憲法上当然に定められる例が多い。その結果、租税法律主義や、議会の予算承認権が認められることとなる。
通説（広義説）では、84条の租税は負担金など国民の財政に対する強制的な負担となる金銭についても、国の議決が必要であるとしている。

## 最高裁判例
- パチンコ球遊器事件（1958年（昭和33年）3月28日）
- サラリーマン税金訴訟（1985年（昭和60年）3月27日）
- 旭川市国保料訴訟（2006年（平成18年）3月1日）憲法14条、25条
- 損益通算廃止立法遡及適用事件（2011年（平成23年）9月22日）